# Erich Maschke
Erich Maschke (* 2. März 1900 in Berlin; † 11. Februar 1982 in Heidelberg) war ein deutscher Historiker und Professor für Geschichte. Er lehrte zuletzt an der Ruprecht-Karls-Universität Heidelberg.

## Leben

### Jugend und Studium
Der Sohn eines Augenarztes begann nach dem Abitur an der Askanischen Oberschule im Jahr 1919 ein Studium der Medizin an den Universitäten Berlin, Innsbruck und Freiburg. Er war in der bündischen Jugendbewegung engagiert und arbeitete redaktionell an der Zeitschrift Der weiße Ritter, die bis 1927 erschien, mit. Diese Erfahrungen veranlassten ihn, im Jahr 1923 das Studienfach zu wechseln und ab 1923 in Berlin und später ab 1925 in Königsberg Geschichte und Geographie zu studieren, unter anderem auch bei Erich Caspar. In Königsberg wurde Maschke Mitglied der Deutschen Hochschulgilde Skuld. 1927 wurde er promoviert über den Deutschen Orden, 1929 folgte die Habilitation über den Peterspfennig in Polen und der deutsche Osten. In dieser Zeit bildeten sich auch mit der Geschichte des Deutschen Ordens, der Geschichte und Historiografie Preußens und dem europäischen Spätmittelalter seine Forschungsschwerpunkte heraus. Aus der 1931 mit Elsbeth Horn, einer Studentin aus Ziegelhausen bei Heidelberg, geschlossenen Ehe gingen zwei Söhne hervor.

### 1933 bis 1945
In Königsberg war Maschke nach seiner Habilitation (1929) zunächst Privatdozent und wurde 1935 zum nichtbeamteten außerordentlichen Professor für ostdeutsche und westslawische Geschichte ernannt. 1933 wurde Maschke Mitglied der SA, am 14. Juni 1937 beantragte er die Aufnahme in die NSDAP und wurde rückwirkend zum 1. Mai desselben Jahres aufgenommen (Mitgliedsnummer 4.869.260). 1937 wurde er an die Universität Jena auf den Lehrstuhl für Mittlere und Neuere Geschichte berufen. Für eine Begleitpublikation der Ausstellung mit dem Titel „Europas Schicksal im Osten“ zum Reichsparteitag 1938 führte Maschke zur Frage der „Ostkolonisation“ aus, diese sei historisch betrachtet als „völkische Geschichte der deutschen Rückwanderung in den einst germanischen Osten“ zu begreifen und durch die „Dreieinheit von Rasse, Volk und Raum“ begründet. Während des Zweiten Weltkrieges war er mit der Schulung von Wehrmachtsangehörigen beim Generalstab in Posen beauftragt. In seinen publizistischen Beiträgen 1940 und 1941 begrüßte er die kriegerischen Veränderungen als Voraussetzung der Errichtung einer deutschen Herrschaft in Europa. 1942 wurde er an die Universität Leipzig berufen, wo er sich hauptsächlich mit dem Mittelalter, vor allem mit den Staufern beschäftigte. Von 1943 bis 1945 war Maschke Dozentenbundführer der Universität Leipzig. Daneben war er als wissenschaftlicher Berater im Amt Rosenberg tätig, beteiligte sich an der Erstellung von Lehrplänen für NS-Ordensburgen und arbeitete als Lektor für Alfred Rosenbergs „Amt Schrifttumspflege“ sowie für die Parteiamtliche Prüfungskommission zum Schutze des nationalsozialistischen Schrifttums (PPK). 1943 konnte er die Ergebnisse seiner Forschungen zur Reichsgeschichte in einer Monographie über Das Geschlecht der Staufer veröffentlichen. Von Januar bis Anfang Juli 1945 war er ordentliches Mitglied der Sächsischen Akademie der Wissenschaften.

### Nach 1945
Nach achtjähriger sowjetischer Kriegsgefangenschaft kehrte Maschke 1953 zu seiner Familie zurück, die inzwischen in Speyer wohnte. Gemäß einer Vereinbarung mit der Stadt veröffentlichte er ab 1954 über mehrere Jahre verschiedene Arbeiten zur Speyerer Stadtgeschichte, deren spätere Zusammenfassung zu einem Gesamtwerk der Stadtgeschichte vorgesehen war. Im gleichen Jahr erhielt er über Fritz Ernst einen Lehrauftrag an der Ruprecht-Karls-Universität Heidelberg über Wirtschafts- und Handelsgeschichte des Mittelalters, ab dem Sommersemester 1956 nahm er den Lehrstuhl für Wirtschafts- und Sozialgeschichte ein. Von 1959 bis zu seiner Emeritierung im Jahr 1968 leitete er zusammen mit Werner Conze das neu gegründete Institut für Sozial- und Wirtschaftsgeschichte. Dadurch ergaben sich neue Kontakte zu Industrieunternehmen und Firmenarchiven. Auch am Gesprächskreis Kammergeschichte des Industrie- und Handelstages nahm er teil. In den 1960er-Jahren veröffentlichte er einige Arbeiten zu Kartellen in Deutschland im 15. Jahrhundert, zur Kartellgeschichte und zur Gutehoffnungshütte. Aus Kontakten nach Frankreich, u. a. zu Fernand Braudel in Toulouse, einem Mitglied der Annales-Schule, ergab sich 1963 eine der ersten Einladungen an einen Deutschen nach dem Zweiten Weltkrieg zu einer Gastprofessur an der École Pratique des Hautes Etudes (EPHE) der Sorbonne.
1957 wurde er Vorsitzender der von dem damaligen Bundesministerium für Vertriebene gegründeten Wissenschaftlichen Kommission für die Dokumentation des Schicksals der deutschen Kriegsgefangenen im Zweiten Weltkrieg (sog. Maschke-Kommission), die zwischen 1962 und 1974 insgesamt 22 Bände Zur Geschichte der deutschen Kriegsgefangenen des Zweiten Weltkrieges herausgab.
1958 wurde er in die Heidelberger Akademie der Wissenschaften berufen. Seit 1968 gehörte er der Historischen Kommission bei der Bayerischen Akademie der Wissenschaften an und war auch maßgeblich an den Vorbereitungen für die Stauferausstellung in Stuttgart im Jahr 1975 beteiligt.
Erich Maschke nahm sich am 11. Februar 1982 das Leben, nur wenige Tage nach dem Tod seiner Frau, die ihn in seinen späteren Jahren auf Grund seiner Sehbehinderung oft zu Tagungen, Konferenzen und auf Vortragsreisen begleitet hatte. Sein Nachlass befindet sich im Hauptstaatsarchiv Stuttgart, Teile seiner Unterlagen wurden auch an das Bundesarchiv-Militärarchiv in Freiburg im Breisgau abgegeben.

## Schriften (Auswahl)
- Der deutsche Orden und die Preußen. Bekehrung und Unterwerfung in der preußisch-baltischen Mission des 13. Jahrhunderts (= Historische Studien. Heft 176). Emil Ebering, Berlin 1928, DNB 580665348, urn:nbn:de:101:1-201708272512 (Dissertation).
- Der Peterspfennig in Polen und im deutschen Osten (= Königsberger historische Forschungen. Band 5). Hinrichs, Leipzig 1933; Hermann Böhlaus Nachfolger, Weimar 1934, OCLC 750833066; 2., erweiterte Auflage (= Schriften des Kopernikuskreises, Freiburg im Breisgau. Band 11). Thorbecke, Sigmaringen 1979, ISBN 3-7995-7111-6.
- Der deutsche Ordensstaat – Gestalten seiner großen Meister. Hanseatische Verlagsanstalt, Hamburg 1935.
- (mit Karl Kasiske): Der deutsche Ritterorden. Seine politische und kulturelle Leistung im deutschen Osten. Einleitung von Hans Krieg. Mit Bildern von Caesar Rave. Deutscher Verlag für Politik und Wirtschaft, Berlin 1942, OCLC 258542087.
- Es entsteht ein Konzern. Paul Reusch und die GHH. Wunderlich, Tübingen 1969, ISBN 3-8052-0131-1.
- Die Familie in der deutschen Stadt des späten Mittelalters. Vorgetragen am 5. Februar 1977 (= Sitzungsberichte der Heidelberger Akademie der Wissenschaften, Philosophisch-Historische Klasse. Jahrgang 1980, Abhandlung 4). Winter, Heidelberg 1980, ISBN 3-533-02893-3.
- Städte und Menschen. Beiträge zur Geschichte der Stadt, der Wirtschaft und Gesellschaft 1959–1977 (= Vierteljahrschrift für Sozial- und Wirtschaftsgeschichte. Beihefte. Nr. 68). Steiner, Wiesbaden 1980, ISBN 3-515-03329-7.